# (36054) 1999 RJ24
1999 RJ24 (asteroide 36054) é um asteroide da cintura principal. Possui uma excentricidade de 0.19084790 e uma inclinação de 0.87851º.
Este asteroide foi descoberto no dia 7 de setembro de 1999 por LINEAR em Socorro.